# Indywidualny Puchar Polski na żużlu
Indywidualny Puchar Polski na żużlu – indywidualne zawody żużlowe organizowane w latach 1986-1989.

## Medaliści
| Rok  | Miejsce             | Złoto                                | Srebro                                  | Brąz                               | Źr. |
| ---- | ------------------- | ------------------------------------ | --------------------------------------- | ---------------------------------- | --- |
| 1986 | Tarnów              | Wojciech Żabiałowicz Apator Toruń    | Andrzej Huszcza Falubaz Zielona Góra    | Janusz Stachyra ZKS Stal Rzeszów   |     |
| 1987 | Gniezno             | Wojciech Żabiałowicz Apator Toruń    | Ryszard Dołomisiewicz Polonia Bydgoszcz | Roman Jankowski Unia Leszno        |     |
| 1988 | Opole               | Andrzej Huszcza Falubaz Zielona Góra | Ryszard Dołomisiewicz Polonia Bydgoszcz | Dariusz Stenka GKS Wybrzeże Gdańsk |     |
| 1989 | Ostrów Wielkopolski | Piotr Świst Stal Gorzów Wielkopolski | Roman Jankowski Unia Leszno             | Antoni Skupień KS ROW Rybnik       |     |

## Klasyfikacja medalowa

### Według zawodników
Stan po sezonie 1989
| Lp. | Zawodnik              | Lata      | Złoto | Srebro | Brąz | Razem |
| --- | --------------------- | --------- | ----- | ------ | ---- | ----- |
| 1.  | Wojciech Żabiałowicz  | 1986–1987 | 2     | –      | –    | 2     |
| 2.  | Andrzej Huszcza       | 1986–1988 | 1     | 1      | –    | 2     |
| 3.  | Piotr Świst           | 1989      | 1     | –      | –    | 1     |
| 4.  | Ryszard Dołomisiewicz | 1987–1988 | –     | 2      | –    | 2     |
| 5.  | Roman Jankowski       | 1987–1989 | –     | 1      | 1    | 2     |
| 6.  | Janusz Stachyra       | 1986      | –     | –      | 1    | 1     |
| 6.  | Dariusz Stenka        | 1988      | –     | –      | 1    | 1     |
| 6.  | Antoni Skupień        | 1989      | –     | –      | 1    | 1     |

### Według klubów
Stan po sezonie 1989
| Lp. | Klub                     | Złoto | Srebro | Brąz | Razem |
| --- | ------------------------ | ----- | ------ | ---- | ----- |
| 1.  | Apator Toruń             | 2     | –      | –    | 2     |
| 2.  | Falubaz Zielona Góra     | 1     | 1      | –    | 2     |
| 3.  | Stal Gorzów Wielkopolski | 1     | –      | –    | 1     |
| 4.  | Polonia Bydgoszcz        | –     | 2      | –    | 2     |
| 5.  | Unia Leszno              | –     | 1      | 1    | 2     |
| 6.  | ZKS Stal Rzeszów         | –     | –      | 1    | 1     |
| 6.  | GKS Wybrzeże Gdańsk      | –     | –      | 1    | 1     |
| 6.  | KS ROW Rybnik            | –     | –      | 1    | 1     |